# 當代澳洲原住民藝術
當代澳大利亞原住民藝術是指由澳大利亞原住民（包括澳大利亞土著和托雷斯海峽島民）創作的現代藝術作品。這一藝術形式通常被認為始於1971年，當時在北領地愛麗絲泉西北部的帕普尼亞興起了一場繪畫運動，參與者包括柯利弗德·波森·賈帕爾吉裡和卡帕·賈姆平帕等原住民藝術家，並由澳大利亞白人教師兼藝術工作者傑佛瑞·巴頓推動發展。這場運動激發了澳大利亞鄉村和偏遠地區原住民對藝術創作的廣泛興趣，同時城市中心也出現了不同性質的當代原住民藝術；兩者共同構成了澳大利亞藝術的核心。原住民藝術中心促進了當代藝術運動的發展，截至2010年，這些中心代表了超過5000名藝術家，主要集中在澳大利亞北部和西部地區。
當代原住民藝術家贏得了澳大利亞許多最著名的藝術獎項。韋恩獎至少三次由原住民藝術家獲得，2007年雪麗·珀迪獲得布萊克宗教藝術獎，而琳達·西迪克·納帕爾吉裡曾三次入圍該獎項決賽。克萊門格當代藝術獎在2003年由約翰·馬溫吉獲得，2006年由裘蒂·沃森獲得。澳大利亞設有專門面向原住民藝術家的國家藝術獎項——全國原住民和托雷斯海峽島民藝術獎，2013年該獎項由來自坎培拉的珍妮·凱瑪雷·馬蒂尼洛獲得。
包括羅孚·湯瑪斯在內的原住民藝術家曾代表澳大利亞參加1990年和1997年的威尼斯雙年展。2007年，艾米麗·卡姆·克瓦雷耶的畫作《大地的創造》以超過100萬澳元的價格售出，成為首件達到這一價格的原住民藝術品。頂尖的原住民藝術家在澳大利亞和國際畫廊舉辦過個展，他們的作品還參與了諸如布朗利河岸博物館設計等重大合作項目。澳大利亞所有主要公立美術館都收藏有當代原住民藝術家的作品，澳大利亞國家美術館更是在2010年開設了新展區專門展示其原住民藝術收藏。
由西澳沙漠文化區藝術家創作的具象「點彩畫」是最廣為人知的當代原住民藝術風格之一。

## 起源與發展
澳大利亞原住民藝術可以宣稱是"世界上最古老且持續至今的藝術傳統"。在歐洲人定居澳大利亞之前，原住民使用多種藝術形式，包括雕塑、木雕、岩畫、人體彩繪、樹皮畫和編織。其中許多形式至今仍被用於傳統用途和藝術創作。歐洲人定居後，一些技藝逐漸式微或消失，如疤痕裝飾和負鼠皮斗篷製作。然而，原住民也接受並發展了包括紙上和帆布繪畫在內的新技術。早期例子包括19世紀末威廉·巴拉克的素描。

### 早期發展

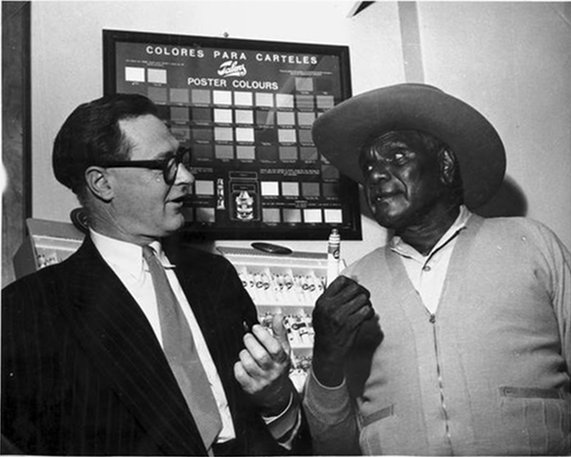
阿爾伯特·納瑪姬拉（右）與肖像畫家威廉·達吉約1950年

20世紀30年代，藝術家雷克斯·巴塔比和約翰·加德納將水彩畫技法傳授給赫爾曼斯堡傳教站（愛麗絲泉西南）的原住民阿爾伯特·納瑪姬拉。他創作於1936年的風景畫在1938年澳大利亞城市展覽中立即獲得成功，成為首位原住民水彩畫家，也是首位成功向非原住民社區展覽並出售作品的原住民藝術家。納瑪姬拉的風格被該地區其他原住民藝術家採納，最初是他的男性近親，後來形成了赫爾曼斯堡畫派或稱為阿倫特人水彩畫家群體。
納瑪姬拉於1959年去世，而與此同時第二個藝術發展中心也開始形成。在南澳大利亞的普卡賈（原埃納貝拉），人們開始使用鮮豔的丙烯酸顏料製作海報和明信片設計。這後來發展出織物設計和蠟染工藝，至今仍在澳大利亞最古老的原住民藝術中心生產。